# تومي رينغ
تومي رينغ (بالإنجليزية: Tommy Ring)‏ (8 أغسطس 1930 بغلاسكو في المملكة المتحدة - 5 أكتوبر 1997) هو لاعب كرة قدم بريطاني في مركز جناح. شارك مع منتخب اسكتلندا لكرة القدم. أما مع النوادي، فقد لعب مع ستيفيناغ بوروه ونادي أبردين ونادي إيفرتون ونادي بارنسلي ونادي كلايد وAshfield F.C. ‏ وFraserburgh F.C. ‏ ورابطة كرة القدم الاسكتلندية الحادية عشر ‏.

## مسيرته الكروية
لعب تومي رينغ خلال مسيرته الاحترافية مع 4 أندية في خمسة عشر موسمًا وسجل خلالها 86 هدفًا ضمن 266 مباراة. حيث فاز في موسمين بالكأس ولم يفز بأي دوري.
خاض تومي رينغ مسيرته مع نادي كلايد في موسم 1950–51 ليلعب معه عشرة مواسم، مشاركًا في 216 مباراة سجل خلالها 79 هدفًا. ثم انتقل إلى نادي إيفرتون في موسم 1959–60 ولمدة موسمين، حيث شارك في 27 مباراة سجل خلالها 6 أهداف. لينتقل بعدها إلى نادي بارنسلي في موسم 1961–62 ولمدة موسمين، مشاركًا في 21 مباراة سجل خلالها هدفًا واحدًا. ثم انتقل إلى نادي أبردين في موسم 1962–63 لمدة موسم واحد، مشاركًا في مباراتين ولم يسجل أي هدف.

## وصلات خارجية
- تومي رينغ على موقع الاتحاد الإسكتلندي (الإنجليزية)
- تومي رينغ على موقع قاعدة بيانات كرة القدم.إي يو (الإنجليزية)
- تومي رينغ على موقع ناشيونال فوتبول تيمز (الإنجليزية)